# فابيان رويز
فابيان رويز بينيا (بالإسبانية: Fabián Ruiz؛ مواليد 3 أبريل 1996) لاعب كرة قدم إسباني يلعب في مركز الوسط مع نادي باريس سان جيرمان في الدوري الفرنسي ويلعب مع منتخب إسبانيا.
شارك مع منتخب إسبانيا تحت 19 سنة. أما مع النوادي، فقد لعب مع ريال بيتيس و‌إلتشي و‌نابولي.

## الإنجازات
ريال بيتيس
- دوري الدرجة الثانية الإسباني: 2014–15

نابولي
- كأس إيطاليا: 2019–20[5]

باريس سان جيرمان
- الدوري الفرنسي: 2022–23، 2023–24، 2024–25
- كأس فرنسا: 2023–24، 2024–25
- كأس الأبطال الفرنسي: 2023، 2024
- دوري أبطال أوروبا: 2024–25
- كأس السوبر الأوروبي: 2025

إسبانيا تحت 21
- بطولة أمم أوروبا تحت 21 سنة: 2019[6]

إسبانيا
- بطولة أمم أوروبا: 2024
- دوري الأمم الأوروبية: 2022–23

فردية
- أفضل لاعب في بطولة أمم أوروبا تحت 21: 2019
- التشكيلة المثالية في بطولة أمم أوروبا تحت 21: 2019[7]
- التشكيلة المثالية في بطولة أمم أوروبا: 2024

## وصلات خارجية
- فابيان رويز على موقع الاتحاد الدولي (مؤرشف)  (الإنجليزية)
- فابيان رويز على موقع الاتحاد الأوربي (الإنجليزية)
- فابيان رويز على موقع إي إس بي إن إف سي (الإنجليزية)
- فابيان رويز على موقع قاعدة بيانات كرة القدم.إي يو (الإنجليزية)
- فابيان رويز على موقع بيانات كرة القدم. دي إي (الألمانية)
- فابيان رويز على موقع ليكيب (الفرنسية)
- فابيان رويز على موقع ناشيونال فوتبول تيمز (الإنجليزية)
- فابيان رويز على موقع Soccerbase.com (لاعب) (الإنجليزية)
- فابيان رويز على موقع Soccerway.com (الإنجليزية)
- فابيان رويز على موقع عالم كرة القدم.نت (الإنجليزية)